# 马林岬角

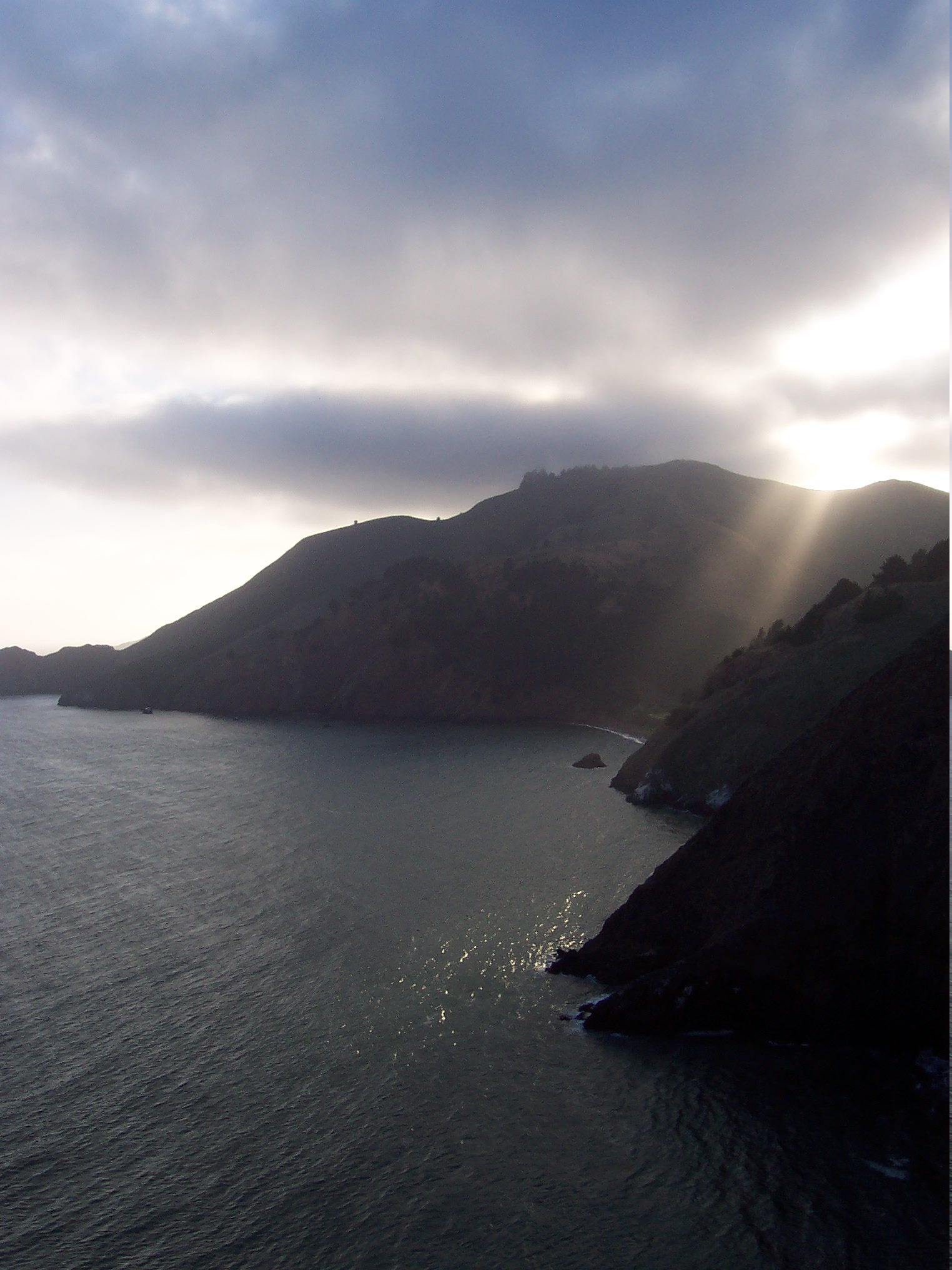
從金门大桥一側眺望马林岬角

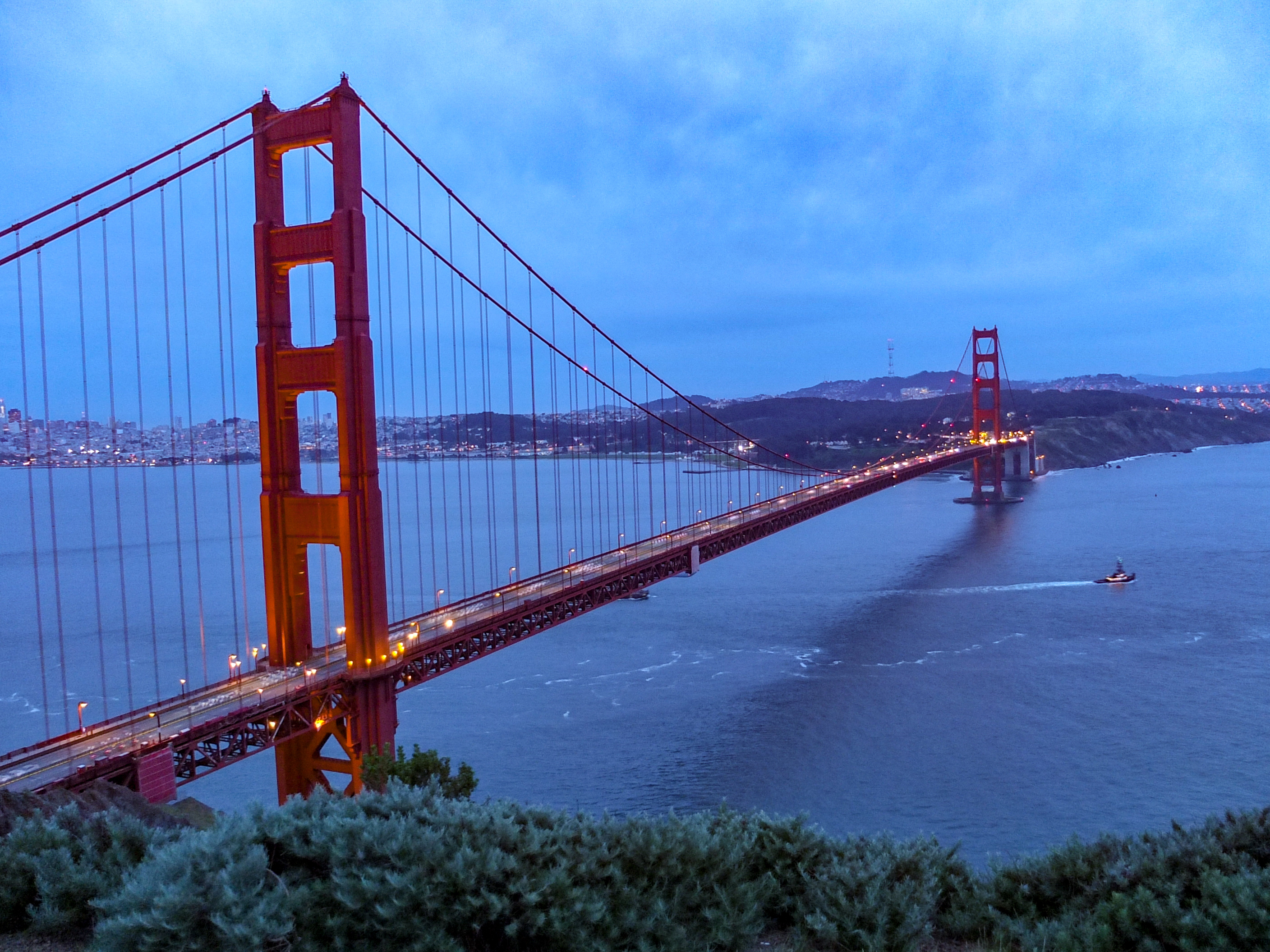
黃昏時從马林岬角一側眺望金门大桥

马林岬角（Marin Headlands）是美国加利福尼亚州马林县最南端的一个丘陵半岛。马林岬角通過金门大桥與舊金山連接。马林岬角在歐洲人來到美洲之前，當地的居民為沿海米沃克人。